# 비슈쿠프군

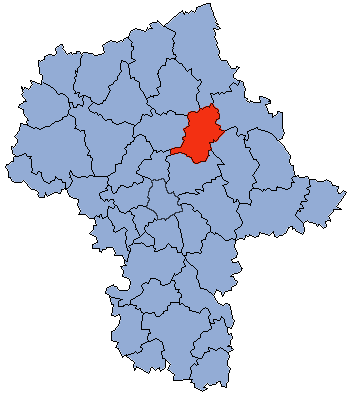
마조프셰주 지도에 표시된 비슈쿠프군의 위치

비슈쿠프군(폴란드어: powiat wyszkowski)은 폴란드 마조프셰주에 위치한 군으로 군청 소재지는 비슈쿠프이며 면적은 876.49km2, 인구는 74,094명(2019년 기준), 인구 밀도는 85명/km2이다.
북쪽으로는 오스트로웽카군, 북동쪽으로는 오스트루프군, 동쪽으로는 벵그루프군, 남쪽으로는 보워민군, 서쪽으로는 레기오노보군, 푸우투스크군, 북서쪽으로는 마쿠프군과 접한다. 6개 지방 자치체(1개 도시형 농촌, 5개 농촌)를 관할한다.

군기
군 문장